# شهرستان شاپورکان
ناحیهٔ شاپورکان (به ازبکی: Shofirkon tumani، شافیرکان تومنی) یک ناحیه در ازبکستان است که در ولایت بخارا واقع شده‌است. ناحیه شاپورکان ۱۸۶٬۵۰۰ نفر جمعیت دارد.